# ميغيل لوريرو
ميغيل لوريرو (بالإسبانية: Miguel Loureiro) هو لاعب كرة قدم إسباني في مركز الدفاع، ولد في 21 نوفمبر 1996 في كيركيدا في إسبانيا. لعب مع نادي بونتيفيدرا.

## وصلات خارجية
- ميغيل لوريرو على موقع قاعدة بيانات كرة القدم.إي يو (الإنجليزية)
- ميغيل لوريرو على موقع Soccerway.com (الإنجليزية)